# Guanina
La guanina és una base nitrogenada del grup de les purines, una de les cinc bases del codi genètic (ADN i ARN). Es representa amb la lletra G majúscula. També es considera un mineral, pertanyent a la classe dels substàncies orgàniques. La guanina s'anomena així perquè fou aïllada per primera vegada el 1844 a partir del guano, els excrements d'ocells marins que es fan servir com a adob.

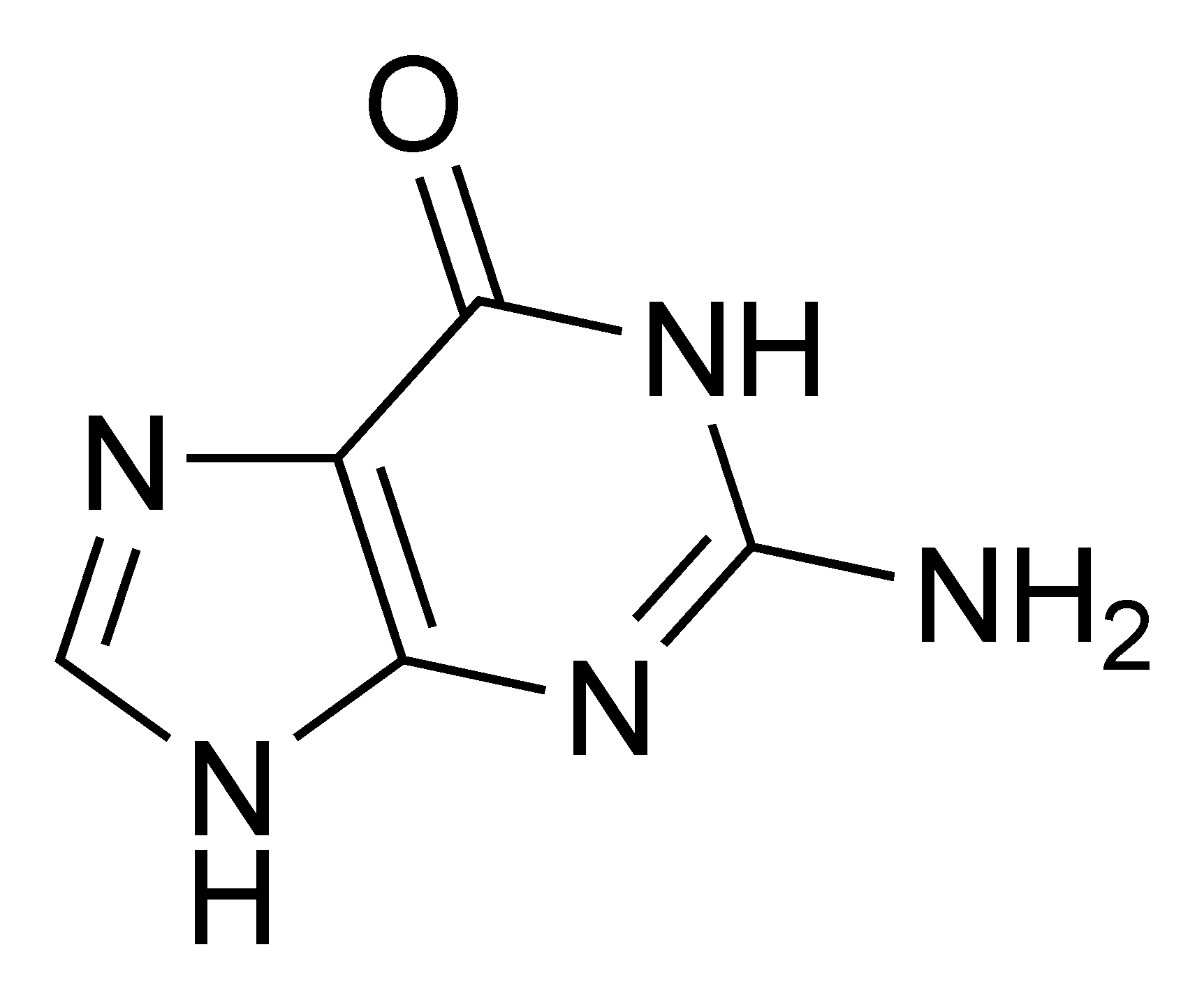
Guanina

Entre 1882 i 1906, Emil Fischer en determinà l'estructura i també demostrà que l'àcid úric es pot transformar en guanina.
En l'ADN, sempre s'aparella amb la citosina per mitjà de tres ponts d'hidrogen, la qual cosa fa estable la cadena. En deriven els nucleòsids guanosina (Guo) i desoxiguanosina (dGuo) i els nucleòtids guanilat (GMP) i desoxiguanilat (dGMP).
La guanina ocorre en els excrements de diversos animals, com les aus. En els dels àcars constitueix un al·lergogen que causa malalties com la rinitis o la faringitis.